# 목동중학교
목동중학교(木洞中學校)는 대한민국 서울특별시 양천구 신정동에 있는 공립 중학교이다.

## 교표[2]
- 'ㅁ,ㄷ'은 '목동'의 첫 글자를 표현한다.
- ㅁ은 한울타리·한뜻·한마음으로 협동함을 뜻한다.
- ㄷ은 슬기롭게 바로 가는 곧은 길, 즉 정직·질서를 뜻한다.

## 학교 연혁[3]
- 1980년 12월 27일 : 학교 설립 인가(강서구 신월동 산 10번지, 39학급)
- 1981년 3월 1일 : 이은수 초대 교장 취임
- 1981년 3월 9일 : 제1회 입학식(1,279명)
- 1981년 5월 20일 : 개교식(월정국교 신축교사에서 개교)
- 1982년 2월 8일 : 현 교사(신정동 88-1)로 이전
- 1984년 2월 14일 : 제1회 졸업식(1,303명)
- 2011년 3월 1일 : 2011년 학교문화선도 연구시범학교 지정(서울특별시교육청)
- 2014년 12월 31일 : 교육활동 우수학교 표창(강서교육지원청교육장)
- 2015년 12월 31일 : 교육활동 우수학교 표창(강서교육지원청교육장)
- 2022년 3월 1일 : 제16대 윤금숙 교장 취임
- 2022년 3월 2일 : 제42회 입학식(422명)
- 2022년 12월 29일 : 제40회 졸업식(495명, 졸업생 총 수 30,237명)
- 2023년 3월 2일 : 제43회 입학식(463명)

## 참고 자료
- 목동중학교 - 한국교육학술정보원 학교알리미

## 축구부
- 목동중학교 축구부는 1982년에 창단하였다.[4]